# واینباخ
واینباخ (به آلمانی: Weinbach) یک شهر در آلمان است که در لیمبرگ-وایلبورگ واقع شده‌است. واینباخ ۴٬۷۶۷ نفر جمعیت دارد.

## خواهرخوانده
شهرهای Le Cheylard، دبژنو و Blatno خواهرخوانده‌های واینباخ هستند.